# 켄 커진거

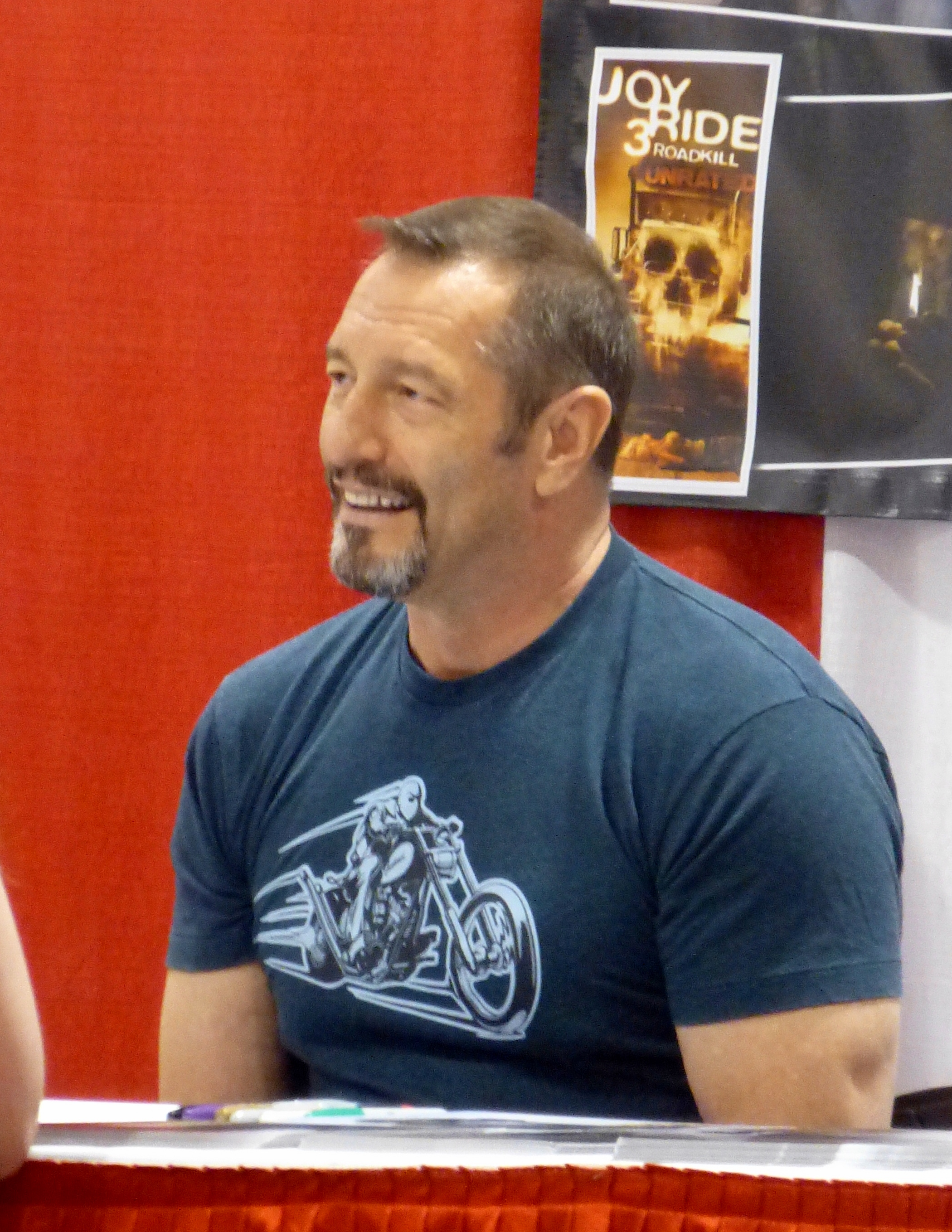

켄 커진거(Ken Kirzinger, 1959년 11월 4일 ~ )는 캐나다의 배우, 영화배우이다.
서스캐처원주에서 태어났다.

## 영화
- 톰보이리벤저 (2016년) - 베커 간호사 역
- 블랙번: 죽음의 숲 (2015년)
- 캔디 케인3 (2014년) - 러스티 네일 역
- 스탠 헬싱 (2009년) - 메이슨 역
- 잃어버린 세계를 찾아서 2 : 지구 속 여행 (2008년)
- 지구가 멈추는 날 (2008년)
- 배틀 인 시애틀 (2007년)
- 데드 캠프 2 (2007년) - 파 역
- 리퍼 매드니스 - 영화 뮤지컬 (2005년)
- 프레디 VS 제이슨 (2003년) - 제이슨 역
- 안드로메다 (2000년)
- 트릭시 (2000년)
- 스크류드 (2000년)
- 퓨쳐스포츠 (1998년)
- 샤도우 워리어스 2 (1998년)
- 외야의 천사들 2 (1997년)
- 바운티 헌터 (1996년)
- 에이스 벤츄라 2 (1995년)
- 가을의 전설 (1994년)
- F학점의 챔피언 (1993년)
- 생존의 게임 (1992년)
- 위험한 관계 (1991년)